# 海姆布亨塔尔
海姆布亨塔尔是德国巴伐利亚州的一个市镇。总面积17.15平方公里，总人口2150人，其中男性1073人，女性1077人（2011年12月31日），人口密度125人/平方公里。

## 友好城市
- 法國 蒂里阿库尔勒奥姆